# Hilda Geiringer
Hilda Geiringer   (Viena, 28 de setembre de 1893 - Santa Barbara, 22 de març de 1973), també coneguda amb els noms Hilda von Mises i Hilda Pollaczek-Geiringer, va ser una matemàtica austríaca. Va fer avançar les matemàtiques aplicades en un moment en què aquesta vessant científica maldava per legitimar-se i per independitzar-se de les matemàtiques pures. Va fer contribucions fonamentals a les teories matemàtiques de la plasticitat i a la genètica de la probabilitat, i va establir les bases en què es fonamenten actualment diversos àmbits de la ciència, la tècnica i l'enginyeria.

## Biografia
Nascuda en una família jueva de classe mitjana, el seu pare, Ludwig Geiringer, era hongarès i la seva mare, Martha Wertheimer, de Viena.

### Universitat de Viena
A l'escola de secundària de Viena ja destacava en les matemàtiques, per la qual cosa els seus pares li van donar suport econòmic perquè pogués estudiar a la Universitat de Viena. Després d'obtenir el primer grau, Geiringer va continuar estudiant i obtingué el doctorat l'any 1917 per una tesi sobre Sèries de Fourier en dues variables, titulada «Trigonometrische Doppelreihen». Els següents dos anys els va passar com a assistenta d'edició de la revista matemàtica alemanya Jahrbuch über die Fortschritte der Mathematik (Anuari sobre el progrés de les matemàtiques).

### Institut de Matemàtiques Aplicades de Berlín
L'any 1921 i fins al 1927, Geiringer es va traslladar a Berlín, on va treballar com a assistent de Richard von Mises a l'Institut de Matemàtiques Aplicades de la Universitat de Berlín, mentre els seus interessos matemàtics passaven de les matemàtiques pures a la probabilitat i al desenvolupament matemàtic de la teoria de la plasticitat.
En aquest mateix any es va casar amb Félix Pollaczek que, com Geiringer, havia nascut a Viena en una família jueva i havia estudiat a Berlín. Van tenir una filla, Magda, l'any 1922, però el seu matrimoni es va dissoldre. Després del divorci, Geiringer va continuar treballant per a von Mises i va obtenir la custòdia de la seva filla.
Va rebre l'«habilitació» en matemàtiques aplicades amb una tesi que combinava estadística i mecànica. El 1930 el seu treball en teoria de la plasticitat va portar al desenvolupament de les equacions de Geiringer, que esdevindrien fonamentals per a les deformacions plàstiques planes.
Geiringer va presentar una tesi per fer classe com a instructora a la Universitat de Berlín, però no va ser acceptada. Va perdre el dret a ensenyar a la universitat al desembre de 1933 per la seva condició de jueva. De fet, ella s'havia proposat per al seu nomenament al càrrec de professora extraordinària l'any 1933, però la proposta va ser «retinguda» tan bon punt va entrar en vigor la Llei de Servei Civil (que desqualificava els jueus per exercir com a mestres, professors, jutges, o altres càrrecs de govern), just dos mesos després que Adolf Hitler prengués el poder. Geiringer va sortir d'Alemanya després que fos acomiadada de la Universitat de Berlín, i, amb la seva filla Magda, va marxar a Brussel·les. Allí va ser nomenada membre de l'Institut de Mecànica i va començar a aplicar les matemàtiques a la teoria de vibracions.

### Istanbul
En 1934, Geiringer va seguir von Mises a Istanbul, on havia estat nomenat professor de matemàtiques i ella va continuar amb la recerca en matemàtica aplicada, estadística i teoria de la probabilitat. Mentre era a Turquia, Geiringer va començar a interessar-se pels principis bàsics de la genètica formulades pel monjo agustí Gregor Mendel. Hi va arribar a estar cinc anys com a assistent i com a professora, mentre publicava 18 articles i un llibre, escrits en turc. Entre els anys 1935 i 1939, es va preocupar pels usos de la teoria de la probabilitat, a la qual ella i von Mises havien fet una contribució molt important. Es podria dir que Hilda Geiringer va ser una de les pioneres de disciplines com la genètica molecular, la genètica humana, la genètica de les plantes, l'herència en l'home, la genòmica, la bioinformática, la biotecnologia, l'enginyeria biomèdica, i l'enginyeria genètica, entre d'altres. El món no ha donat el crèdit suficient per al treball pioner d'aquesta dona intel·ligent, principalment perquè es va dur a terme a Istanbul i va ser publicat en revistes turques.

### Estats Units
L'any 1938, Geiringer va anar als Estats Units amb la seva filla perquè va ser nomenada professora del Bryn Mawr College a Pennsilvània, un col·legi només per a dones.
Durant 1942, va impartir un curs d'estiu a la Universitat de Brown a Providence, Rhode Island, amb la finalitat d'elevar els estàndards americans de l'educació al nivell que havia aconseguit a Alemanya.

### Matrimoni amb Richard Edler von Mises
Al 1943, Geiringer es va casar amb Richard von Mises i, a l'any següent, va deixar el seu treball al Bryn Mawr College per estar més prop de von Mises i perquè el Wheaton College li va oferir una posició permanent per primera vegada als Estats Units. Ella va acceptar un lloc com a professora i presidenta del Departament de Matemàtiques al Wheaton College a Norton, Massachusetts. Durant la setmana, feia classe a la universitat i cada cap de setmana viatjava a Cambridge per estar amb von Mises.

### Discriminació
Geiringer, que havia estat discriminada a Alemanya a causa del seu origen jueu, ara seria objecte de discriminació pel fet de tenir dues feines i poder anar-se'n al cap de setmana, cosa que no podia fer cap persona que treballés allí, a part d'ella. No obstant això, ella s'ho va prendre bé, creient que podia fer alguna cosa per a les futures generacions de dones. Mai va renunciar a la seva feina en el departament de recerca. Mentre estava treballant al Wheaton College, al 1953, va escriure:
«He de treballar científicament, més enllà de la meva feina a la universitat. Aquesta és una necessitat per a mi, mai he deixat de fer-ho des que era estudiant, és la necessitat més profunda de la meva vida.»

### Treball a Harvard
Al 1953, Richard von Mises va morir i a l'any següent, Geiringer, malgrat conservar la seva feina al Wheaton College, va començar a treballar a la Universitat Harvard, situada a Cambridge, completant i editant moltes de les obres que von Mises no havia pogut acabar. Per això, va haver de demanar una subvenció a l'Oficina de Recerca Naval i va ser llavors quan Harvard li va oferir una plaça temporal com a becària de recerca de les Matemàtiques. És interessant veure que malgrat que a Hilda Geiringer mai se li va oferir una plaça de professora, en els seus Arxius a la Universitat Harvard, es poden trobar vuit caixes que duien el títol: "Mises, HILDA VON”. La caixa 1 HUG 4574.142 contenia arxius de qüestions professionals, com els seus discursos i les variants de les seves obres publicades, un parell de cartes relacionades i dos quaderns. Les caixes 2 i 3 (HUG 4574.160) contenen els manuscrits relatius als articles publicats i tenen nombres de referència a la bibliografia de la caixa 1. L'any 1959, ella es va retirar formalment del Wheaton College i, a l'any següent, aquesta Universitat la va honorar amb la concessió d'un doctorat honorari de la Ciència. També va ser membre de l'Institute of Mathematical Statistics.

## Reconeixements
Geiringer va ser elegida membre de l'Acadèmia Americana de les Arts i les Ciències. L'any 1956, la Universitat Humboldt de Berlín la va nomenar professora emèrita. La Universitat de Viena també va fer un reconeixement especial per a ella amb motiu del cinquantanari de la seva graduació.